# From Every Stage
| Recensione                        | Giudizio |
| --------------------------------- | -------- |
| AllMusic                          | [ 1 ]    |
| The New Rolling Stone Album Guide | [ 2 ]    |
| Dizionario del Pop-Rock           | [ 3 ]    |
| 24.000 dischi                     | [ 4 ]    |

From Every Stage è un doppio album dal vivo della cantante statunitense Joan Baez, pubblicato dalla casa discografica A&M Records nel gennaio del 1976.

## Tracce
Lato A
1. (Ain't Gonna Let Nobody) Turn Me Around – 2:50 (Tradizionale; arrangiamento di Joan Baez)
2. Blessed Are... – 2:52 (Joan Baez)
3. Suzanne – 4:22 (Leonard Cohen)
4. Love Song to a Stranger / Part II – 4:42 (Joan Baez)
5. I Shall Be Released – 2:12 (Bob Dylan)

Lato B
1. Blowin' in the Wind – 2:36 (Bob Dylan)
2. Stewball – 4:33 (Ralph C. Rinzler, Robert Yellin, John Herald)
3. Natalia – 3:54 (Gerald Thomas Moore, Roy Apps, Shusha Guppy)
4. The Ballad of Sacco & Vanzetti – 4:23 (Joan Baez, Ennio Morricone)
5. Joe Hill – 3:02 (Earl Robinson, Alfred Hayes)

Lato C
1. Love Is Just a Four-Letter Word – 3:30 (Bob Dylan)
2. Forever Young – 3:40 (Bob Dylan)
3. Diamonds & Rust – 4:19 (Joan Baez)
4. Boulder to Birmingham – 4:00 (Emmylou Harris, Bill Danoff)
5. Swing Low, Sweet Chariot – 3:56 (Tradizionale; arrangiamento di Joan Baez)
6. Oh, Happy Day – 3:36 (Edwin Hawkins)

Lato D
1. Please Come to Boston – 4:16 (Dave Loggins)
2. Lily, Rosemary and the Jack of Hearts – 8:49 (Bob Dylan)
3. The Night They Drove Old Dixie Down – 3:55 (J. Robbie Robertson)
4. Amazing Grace – 4:35 (Tradizionale; arrangiamento di Joan Baez)

## Formazione
- Joan Baez - voce, chitarra
- Larry Carlton - chitarra
- Dan Ferguson - chitarra
- David Briggs - tastiere
- James Jamerson - basso
- Jim Gordon - batteria

Note aggiuntive
- David Kershenbaum - produttore (per la JCB Productions)
- Bernard Gelb - produttore esecutivo
- Alex Kazanegras - ingegnere delle registrazioni e del mixaggio
- Registrazioni (dal vivo) effettuate il 25 luglio 1975 (al Philadelphia Spectrum), 26 luglio 1975 (al Nassau Coliseum)
- Dale Ashby and Father - ingegneri delle registrazioni
- Dale Ashby e Bill Ashby - assistenti ingegneri delle registrazioni
- Registrazioni (dal vivo) effettuate il 6 agosto 1975 (al Hollywood Bowl), 7 agosto 1975 (al Sacramento Convention Center), 9 agosto 1975 (al Berkeley Greek Theater), 10 agosto 1975 (al Monterey Peninsula College)
- Haji - ingegnere delle registrazioni
- John Fiori e Corey Bailey - assistenti ingegnere delle registrazioni
- Dawson - ingegnere del suono (location sound)
- Stuart Dinky Dawson - assistenza tecnica e acustica del suono
- Jim Akens e Arthur MacLean - assistenti
- Lato A e lato B, mixati dal 5 al 12 dicembre 1975 al Walley Heider's Studio #1
- Dan Agostino - assistente ingegnere del mixaggio
- Lato C e lato D, mixati dal 12 agosto al 21 settembre 1975 al Producers Workshop
- Galen Sengles e Joe Bellamy - assistenti ingegnere del mixaggio
- Masterizzato il 15 dicembre 1975 al A&M Studios da Bernie Grandman
- Ringraziamento speciale a Carlos Bernal
- Bob Cato - design album
- Irene Harris e Doug Metzler - fotografie
- Ken Regan - fotografie interne copertina album[7]